# Раджабов, Зариф Шарипович
 Зариф Шарипович Раджабов (тадж. Зариф Шарифович Раҷабов 4 (17) июля 1906, Ходжент, Ходжентский уезд, Самаркандская область, Российская империя — 27 августа 1990, Москва, СССР) — советский таджикский историк, академик АН Таджикской ССР (с 1962), первый директор Института истории и археологии АН Узбекской ССР (1943—1945), первый ректор Таджикского государственного университета им. Ленина (1948—1954), член Главной редакции многотомной «Истории СССР», Заслуженный деятель науки Таджикской ССР (1964), Лауреат Государственной премии Таджикской ССР имени Абуали ибн-Сино (Авицены) (1967).

## Биография
Родился 4 (17) июля 1906 года в Ходженте Ходжентского уезда Самаркандской области Туркестанского генерал-губернаторства Российской империи (с 1936 года — Ленинабад, ныне Худжанд, Согдийская область, Республика Таджикистан). Окончил Московский институт истории и философии (1932).
Заведующий научной частью Сталинабадской педагогической академии (1932).
Заведующий кафедрой истории СССР Таджикского учительского института (Ташкент), зав. отделом, учёный секретарь Института языка, литературы и истории Узбекского филиала АН СССР (1937—1943).
Первый директор Института истории и археологии АН Узбекской ССР (1943—1945).
Первый ректор, стоявший у истоков становления Таджикского государственного университета им. Ленина (ТГУ) (1948—1954).
Заведующий кафедрой истории СССР Таджикского государственного университета им. Ленина (1954—1959).
Директор Института истории, археологии и этнографии АН Таджикской ССР (1959—1962).
Академик-секретарь Отделения общественных наук АН Таджикской ССР (1962—1971).
Зариф Шарипович Раджабов ушёл из жизни 27 августа 1990 года, в возрасте восьмидесяти четырёх лет, покоится в городе Москве.

## Общественная деятельность
Избирался:
- депутатом Верховного Совета Таджикской ССР 3—4-го созывов и местных Советов народных депутатов,
- неоднократно — в руководящие партийные и советские органы,
- членом национального комитета историков СССР (1955),
- членом Таджикского комитета защиты мира, Советского комитета защиты мира[5].

## Основные труды
Научные работы З. Ш. Раджабова посвящены истории Таджикистана, среди них — монографические исследования:
- «К вопросу об исторических корнях дружбы народов Средней Азии с великим русским народом» (Сталинабад, 1954);
- «Из истории общественно-политической мысли таджикского народа во второй половине XIX и начале XX вв.» (Сталинабад, 1957);
- «Развитие науки в Таджикской ССР» (Москва, 1964).
- Раджабов З. Ш. Некоторые публикации. — Российская государственная библиотека.
- Раджабов З. Ш. Некоторые публикации. — Российская национальная библиотека.
- Раджабов З. Ш. Некоторые публикации. — Генеральный алфавитный каталог книг на русском языке (1725—1998) РНБ.

З. Ш. Раджабов является одним из авторов 2-го тома коллективной работы «История таджикского народа» (Москва, 1964), член Главной редакции многотомной «Истории СССР».

## Награды
- Орден Ленина
- Орден Трудового Красного Знамени
- Орден «Знак Почёта»
- Медаль «За доблестный труд в Великой Отечественной войне 1941—1945 гг.»
- Почётные грамоты Президиума Верховного Совета Таджикской ССР
- Почётные грамоты Президиума Верховного Совета Узбекской ССР
- Заслуженный деятель науки Таджикской ССР (1964)
- Лауреат Государственной премии Таджикской ССР имени Абуали ибн-Сино (1967)[1][2].

## Память
- На родине, в Худжанде, в Согдийской области Республики Таджикистан установлен памятник З. Ш. Раджабову[4].
- Имя Зарифа Шариповича Раджабова (Академиков Раджабовых — Зариф и Соли) носит улица в Душанбе (улица сохранила свое название со времен Советского Союза: тадж. Кӯчаи ба номи академикҳо Зариф ва Солеҳ Раҷабовҳо).
- При Таджикском национальном университете Республики Таджикистан создан музей им. академика З. Ш. Раджабова.
- В честь 60-летия (1966), 75-летия (1981), 85-летия (1991), 90-летия (1996) и 100-летия (2006) со дня рождения З. Ш. Раджабова проведены Республиканские научно-теоретические конференции, опубликованы материалы в виде отдельной книги (ЦГА РТ. Фонды: 6, 11, 13).